# Ross Friedman

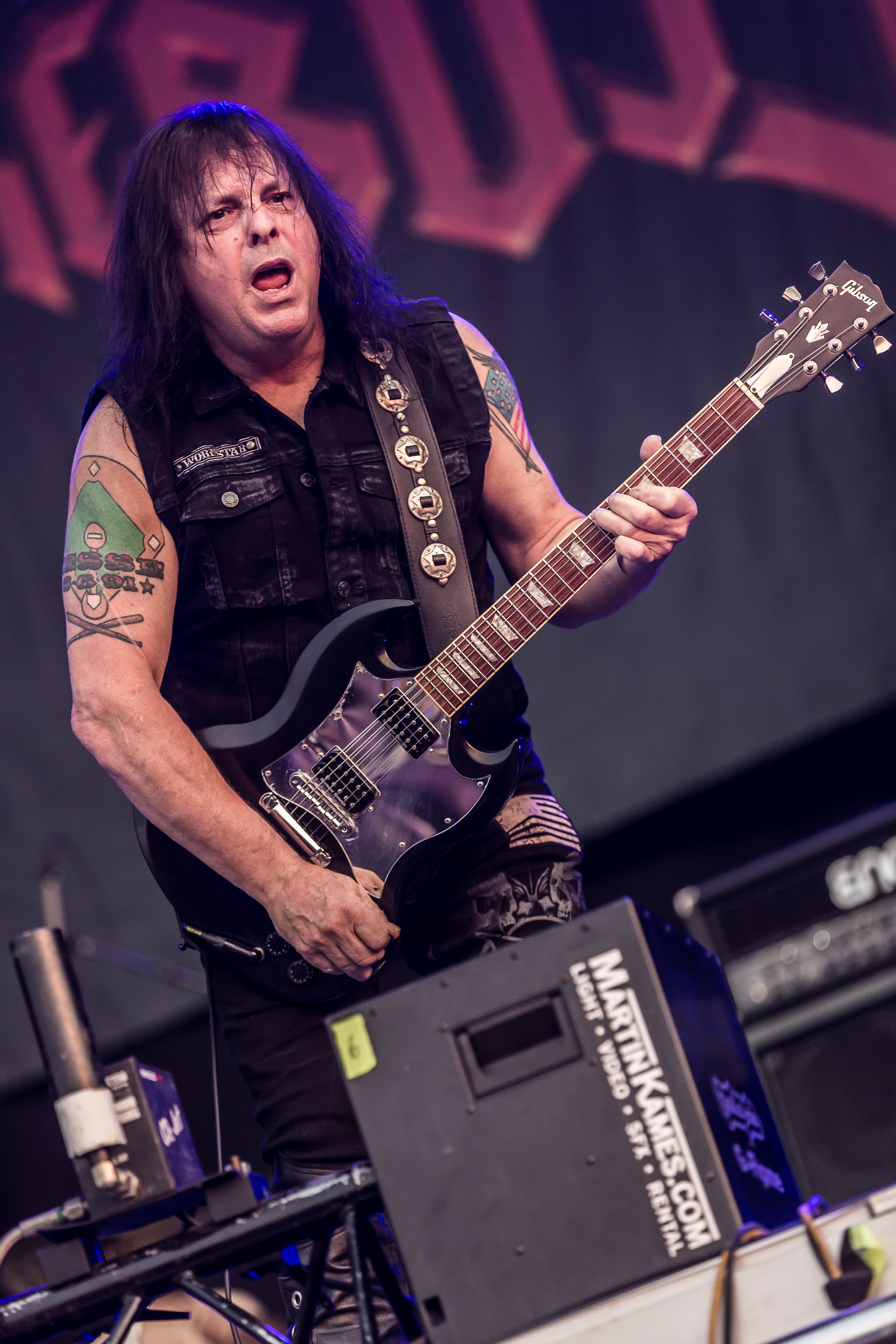
Ross the Boss, 2018

Ross Friedman (* 3. Januar 1954 in der Bronx in New York City) ist ein US-amerikanischer Gitarrist, der vor allem während seiner ehemaligen Zugehörigkeit zur Metal-Band Manowar von 1980 bis 1989 als Ross the Boss bekannt wurde.

## Musikalischer Werdegang

### The Dictators und Manowar
In New York City kam Friedman 1973 als Gitarrist zur Punk-Band The Dictators. Nachdem er mit dieser Band unter dem Namen Ross Funicello drei Alben aufgenommen hatte, zog er nach Frankreich und arbeitete ein Jahr lang bei der Band Shakin’ Street. Während der Heaven-and-Hell-Tour von Black Sabbath (1980), bei der Shakin’ Street als Vorgruppe auftrat, lernte Friedman den Bassisten Joey DeMaio kennen, der damals als Pyrotechniker für Black Sabbath angestellt war.
Noch im selben Jahr gründeten Friedman und DeMaio die Metalband Manowar, mit welcher er sechs Alben aufnahm. 1988, nach Fertigstellung des Albums Kings of Metal, verließ er die Band jedoch und widmete sich seitdem Musik, die im Blues-Bereich angesiedelt ist. Unter anderem spielte er in der Band Manitoba’s Wild Kingdom, die zwischenzeitlich bei MCA unter Vertrag waren, den Deal aber Ende 1990 wieder verloren. Erst im Sommer 2005 trat er im Rahmen des Earthshaker-Festivals wieder zusammen mit allen anderen aktuellen und ehemaligen Manowar-Mitgliedern auf. Seit etlichen Jahren spielt Friedman bei Brain Surgeons, einem Projekt des früheren Blue-Öyster-Cult-Schlagzeugers Albert Bouchard.

### Die Band Ross the Boss
Im April 2006 trat Friedman zusammen mit der deutschen Manowar-Coverband Men of War auf dem Keep-It-True-Festival auf, um Lieder der ersten sechs Manowar-Alben zu spielen. Im Juni 2006 gab Friedman auf seiner Internetseite bekannt, Men of War zu seiner offiziellen Band ernannt zu haben. Ross the Boss ist von nun an nicht nur Friedmans Künstlername, sondern auch der einer Band. So sollen jetzt nicht nur alte Manowar-Klassiker nachgespielt, sondern auch neue Lieder geschrieben werden (Ein Lied namens We Will Kill wurde auf dem Rock Hard Festival 2007 vorgestellt.). Die Musiker stammen aus der Region um die rheinland-pfälzische Stadt Kaiserslautern und sind Mitglieder der Band Ivory Night (Patrick Fuchs, Gesang, und Carsten Kettering, Bass), Schlagzeuger Matthias Mayer spielte zum damaligen Zeitpunkt noch bei Divinus.
Neben der Arbeit am ersten Demo von Ross the Boss steuerte Friedman im Jahr 2007 Gastsoli auf der CD Epos der italienischen Heavy-Metal-Band Wotan und der MCD The Pnakotic Demos der deutschen Epic-Metal-Band Atlantean Kodex bei.
Ende 2007 unterschrieb die Band bei AFM Records und veröffentlichte am 22. August 2008 ihr erstes Album mit dem Titel New Metal Leader. Das Album enthält 11 Songs und erinnert an die älteren Werke von Manowar, die Ross the Boss mit seiner Gitarrenarbeit stark geprägt hat.
Im November 2008 ging Ross the Boss zusammen mit Sinner auf Tournee durch Spanien, Italien, die Niederlande, Deutschland und die Schweiz, um das Album New Metal Leader live zu promoten.
2010 erschien das zweite Album der Band Ross the Boss, das den Namen Hailstorm trägt.

### Deathdealer

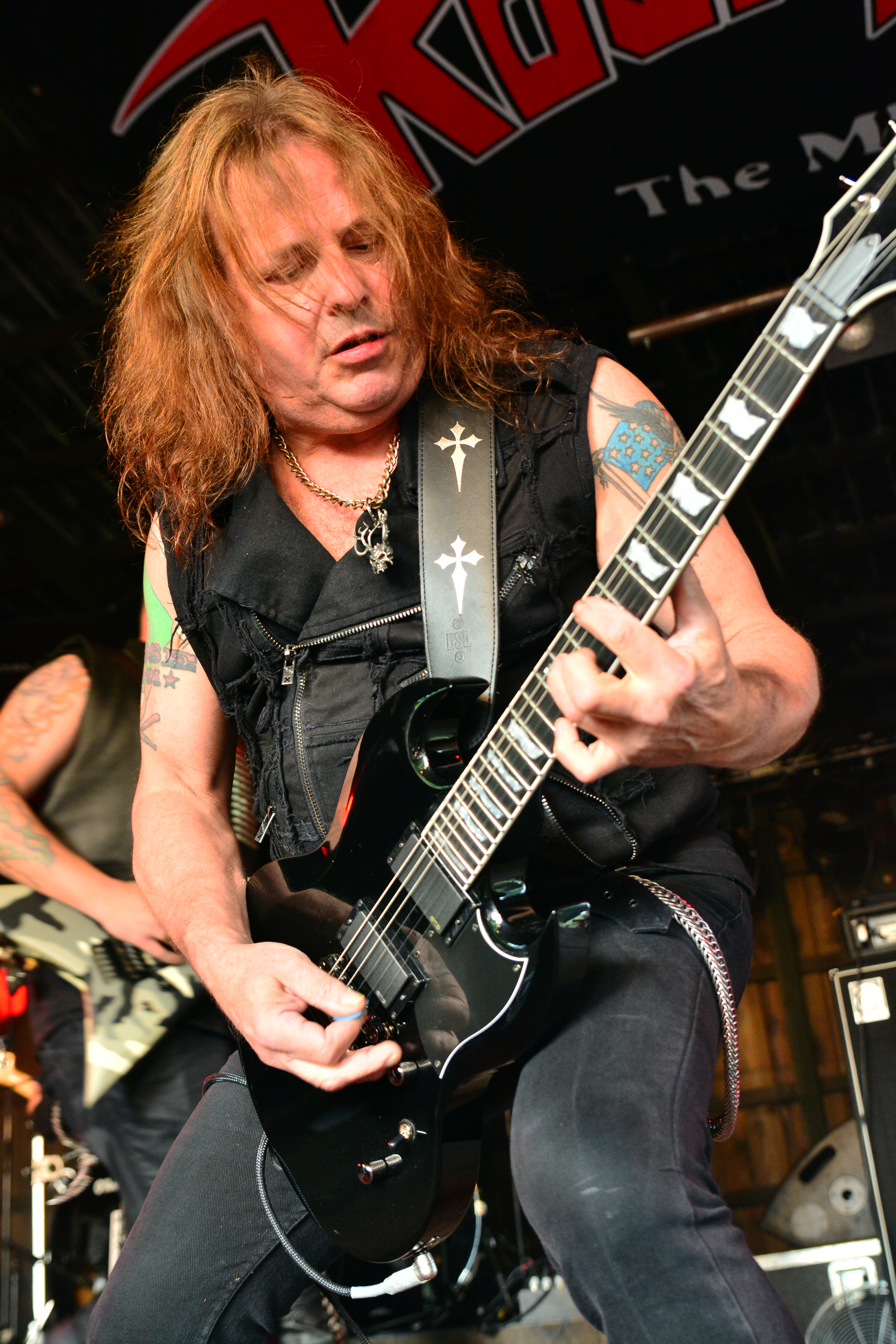
Ross the Boss mit Deathdealer (2015)

2012 wurde die Supergroup Deathdealer gegründet. Neben Friedman ist mit Kenny Earl „Rhino“ Edwards (ex-Manowar, Holy Hell, Angels of Babylon) am Schlagzeug ein weiteres ehemaliges Manowar-Mitglied in der Band. Die weiteren Mitmusiker sind Sänger Sean Peck (Cage, Empires of Eden), Gitarrist Stu Marshall (Empires of Eden, ex-Dungeon, Paindivision) und Bassist Mike Davis (Halford, ex-Lizzy Borden).
Im Juni 2013 erschien ihr Album War Master Im November 2013 gab Rhino seinen Ausstieg bekannt. Er wird ersetzt durch den ehemaligen Into-Eternity-Schlagzeuger Steve Bolognese.
Die Veröffentlichung eines ursprünglich für 2014 anvisierten Albums erfolgte 2015 und trug den Namen Hallowed Ground.

## Diskografie

### Mit The Dictators
- siehe The Dictators#Diskografie

### Mit Manowar
- siehe Manowar#Diskografie

### Mit Brain Surgeons
- 2004: Black Hearts Soul
- 2006: She Denial of Death

### Ross the Boss
- 2008: New Metal Leader (DE #99)
- 2010: Hailstorm
- 2018: By Blood Sworn (DE #53)
- 2020: Born of Fire (DE #89)

### Deathdealer
- 2013: War Master
- 2015: Hallowed Ground

### Gastbeiträge
- 2002: Majesty: Sword and Sorcery
- 2005: Dawnrider: Fate Is Calling Part I
- 2007: Wotan: Epos
- 2007: Atlantean Kodex: The Pnakotic Demos (MCD)
- 2009: Metalforce: Metalforce
- 2018: Bloody Times: Alliance[6], On A Mission (2019)[7]